# Carlos Alberto Portillo Palma
Carlos Alberto Portillo Palma es un político y empresario guatemalteco. Actualmente es alcalde del municipio y ciudad de Esquipulas, en el departamento de Chiquimula, Guatemala.

## Carrera política

### Elección municipal 2023
Para las elecciones de 2023, Carlos Portillo fue postulado como candidato por el partido Valor-Unionista. Portillo gana las elecciones siendo este su primer periodo como alcalde de Esquipulas. 
|  | 27.13 % |

|  | 26.97 % |

|  | 17.57 % |

|  | 17.22 % |

|  | 2.0 % |

|  | 1.91 % |

|  | 0.85 % |

|  | 0.49 % |

|  | 0 % |

- Resultados oficiales del Tribunal Supremo Electoral (TSE).[5]